# Etxahun
Piarres Topet, més conegut amb el pseudònim d'Etxahun (Barkoxe, 1786 - 1862) va ser un escriptor (bertsolari) en èuscar.
Nascut a Zuberoa de jove s'enamorà de la minyona de casa i en no acceptar-ho els seus pares, el van casar amb una altra dona de rica família. Va ocórrer que Piarres va matar un amic seu a qui va confondre amb un amant de la seva esposa i per això va ser condemnat a presó uns anys. En sortir de la presó va pelegrinar a Roma i Santiago de Compostel·la. La seva tràgica història es va conèixer per tot Europa i Adelbert von Chamisso li dedicà un poema (De Etchehons Klage). En els darrers anys de la seva vida la seva activitat poètica va ser coneguda i es va fer famós i apreciat per tot Iparralde.

## Obra
- Poemas autobiogràfics: Urxapal bat, Mundian malerüsik, Bi bertset dolorüsik, Etxahunen bizitziaren khantoria i Ahaide delezius huntan.
- Poemes satírics: Ofizialarenak, Gaztalondo handian, Bi ahizpak, Maria Solt eta Kastero, Barkoxeko eliza, Musde Tiraz, etc.
- Poemes circumstancials i altres